# Sportovec roku 1986
Sportovec roku 1986 byl 28. ročník ankety sportovních novinářů o nejlepšího sportovce Československa. Vítězem se stal chodec Jozef Pribilinec, který se toho roku stal mistrem Evropy. V kolektivech zvítězilo družstvo cyklistů stíhačů.

## První desítka jednotlivci
1. Jozef Pribilinec (atletika)
2. Petr Jirmus (letecká akrobacie)
3. Jan a Jindřich Pospíšilové (kolová)
4. Jozef Sabovčík (krasobruslení)
5. Vítězslav Vobořil a Roman Řehounek (cyklistika)
6. Miloslav Bednařík (sportovní střelba)
7. Olga Charvátová (alpské lyžování)
8. Petr Kůrka (sportovní střelba)
9. Marie Hrachová a Jindřich Panský (stolní tenis)
10. Josef Pavlata (parašutismus)

## První trojka družstva
1. družstvo cyklistů stíhačů
2. fedcupový tým Československa
3. ženská basketbalová reprezentace